# Tølløse kommun
Tølløse kommun låg i Västsjällands amt i Danmark. Kommunen hade 9 758 invånare (2004) och en yta på 126,07 km². Tølløse var centralort. Från 2007 ingår kommunen i Holbæks kommun.